# Coenosia conica
Coenosia conica är en tvåvingeart som beskrevs av Xiaolong Cui och Li 1996. Coenosia conica ingår i släktet Coenosia och familjen husflugor.
Artens utbredningsområde är Liaoning (Kina). Inga underarter finns listade i Catalogue of Life.